# Internationale Wielertrofee Jong Maar Moedig 2015
La 31e édition de l'Internationale Wielertrofee Jong Maar Moedig a eu lieu le 24 juin 2015. La course fait partie du calendrier UCI Europe Tour 2015 en catégorie 1.2.
Elle a été remportée en solitaire par le Belge Dimitri Claeys (Verandas Willems) quatre secondes devant le Néerlandais Floris Gerts (BMC Development) et six sur son compatriote Tim De Troyer (Wanty-Groupe Gobert).

## Présentation

### Équipes
Classée en catégorie 1.2 de l'UCI Europe Tour, l'Internationale Wielertrofee Jong Maar Moedig est par conséquent ouverte aux équipes continentales professionnelles belges, aux équipes continentales, aux équipes nationales et aux équipes régionales et de clubs.
Trente équipes participent à cette Internationale Wielertrofee Jong Maar Moedig - deux équipes continentales professionnelles, huit équipes continentales, une équipe nationale et dix-neuf équipes régionales et de clubs :
| Équipes continentales professionnelles | Équipes continentales professionnelles | Équipes continentales professionnelles |
| Nom de l'équipe                        | Pays                                   | Code                                   |
| -------------------------------------- | -------------------------------------- | -------------------------------------- |
| Topsport Vlaanderen-Baloise            | Belgique                               | TSV                                    |
| Wanty-Groupe Gobert                    | Belgique                               | WGG                                    |

| Équipes continentales       | Équipes continentales | Équipes continentales |
| Nom de l'équipe             | Pays                  | Code                  |
| --------------------------- | --------------------- | --------------------- |
| 3M                          | Belgique              | MMM                   |
| Cibel                       | Belgique              | CIB                   |
| Color Code-Aquality Protect | Belgique              | CcB                   |
| Differdange-Losch           | Luxembourg            | CCD                   |
| Metec-TKH-Mantel            | Pays-Bas              | MET                   |
| Veranclassic-Ekoï           | Belgique              | VER                   |
| Verandas Willems            | Belgique              | WIL                   |
| Wallonie-Bruxelles          | Belgique              | WBC                   |

| Équipe nationale                     | Équipe nationale | Équipe nationale |
| Nom de l'équipe                      | Pays             | Code             |
| ------------------------------------ | ---------------- | ---------------- |
| Équipe nationale de Nouvelle-Zélande | Nouvelle-Zélande | NZL              |

| Équipes régionales et de clubs | Équipes régionales et de clubs | Équipes régionales et de clubs |
| Nom de l'équipe                | Pays                           | Code                           |
| ------------------------------ | ------------------------------ | ------------------------------ |
| Baguet-MIBA Poorten-Indulek    | Belgique                       | BMP                            |
| BMC Development                | États-Unis                     | BMD                            |
| CT 2020                        | Belgique                       | CT2                            |
| DRC de Mol                     | Pays-Bas                       | DRC                            |
| EFC-Etixx                      | Belgique                       | EFC                            |
| Erdinger Alkoholfrei           | Allemagne                      | ERD                            |
| GF Pro-Fachklinik Dr. Herzog   | Allemagne                      | GFP                            |
| Home Solution-Anmapa           | Belgique                       | HSO                            |
| Lotto-Soudal U23               | Belgique                       | LTU                            |
| Ottignies-Perwez               | Belgique                       | OTP                            |
| Prorace                        | Belgique                       | PRO                            |
| Régionale Crelan-AA Drink      | Belgique                       | CAD                            |
| Royal Cureghem Sportief        | Belgique                       | RCS                            |
| Van Der Vurst-Hiko             | Belgique                       | VDV                            |
| Van Eyck Sport                 | Belgique                       | VES                            |
| Wetterse Dakwerken-Trawobo-VDM | Belgique                       | VES                            |
| WV De Jonge Renner             | Pays-Bas                       | WWJ                            |
| XELtextiel-VDB Steenhouwerij   | Belgique                       | XEL                            |

### Règlement de la course

#### Primes
Les vingt prix sont attribués suivant le barème de l'UCI,. Le total général des prix distribués est de 6 010 €.
| Position | 1er     | 2e      | 3e    | 4e    | 5e    | 6e    | 7e    | 8e    | 9e    | 10e à 20e |
| Prix     | 2 425 € | 1 210 € | 607 € | 305 € | 240 € | 180 € | 180 € | 118 € | 118 € | 57 €      |

## Classements

### Classement final
| Classement final | Classement final   | Classement final | Classement final            | Classement final |
|                  | Coureur            | Pays             | Équipe                      | Temps            |
| ---------------- | ------------------ | ---------------- | --------------------------- | ---------------- |
| 1er              | Dimitri Claeys     | Belgique         | Verandas Willems            | en 4 h 7 min 0 s |
| 2e               | Floris Gerts       | Pays-Bas         | BMC Development             | + 4 s            |
| 3e               | Tim De Troyer      | Belgique         | Wanty-Groupe Gobert         | + 6 s            |
| 4e               | Sébastien Delfosse | Belgique         | Wallonie-Bruxelles          | + 15 s           |
| 5e               | Jimmy Janssens     | Belgique         | 3M                          | + 15 s           |
| 6e               | Jérôme Baugnies    | Belgique         | Wanty-Groupe Gobert         | + 45 s           |
| 7e               | Loïc Vliegen       | Belgique         | BMC Development             | + 50 s           |
| 8e               | Gijs Van Hoecke    | Belgique         | Topsport Vlaanderen-Baloise | + 50 s           |
| 9e               | Jarl Salomein      | Belgique         | Topsport Vlaanderen-Baloise | + 1 min 6 s      |
| 10e              | Frederik Backaert  | Belgique         | Wanty-Groupe Gobert         | + 1 min 6 s      |
| modifier         |                    |                  |                             |                  |

### UCI Europe Tour
Cette Internationale Wielertrofee Jong Maar Moedig attribue des points pour l'UCI Europe Tour 2015, par équipes seulement aux coureurs des équipes continentales professionnelles et continentales, individuellement à tous les coureurs sauf ceux faisant partie d'une équipe ayant un label WorldTeam.
| Position,          | 1er | 2e | 3e | 4e | 5e | 6e | 7e | 8e |
| Classement général | 40  | 30 | 16 | 12 | 10 | 8  | 6  | 3  |

## Liste des participants

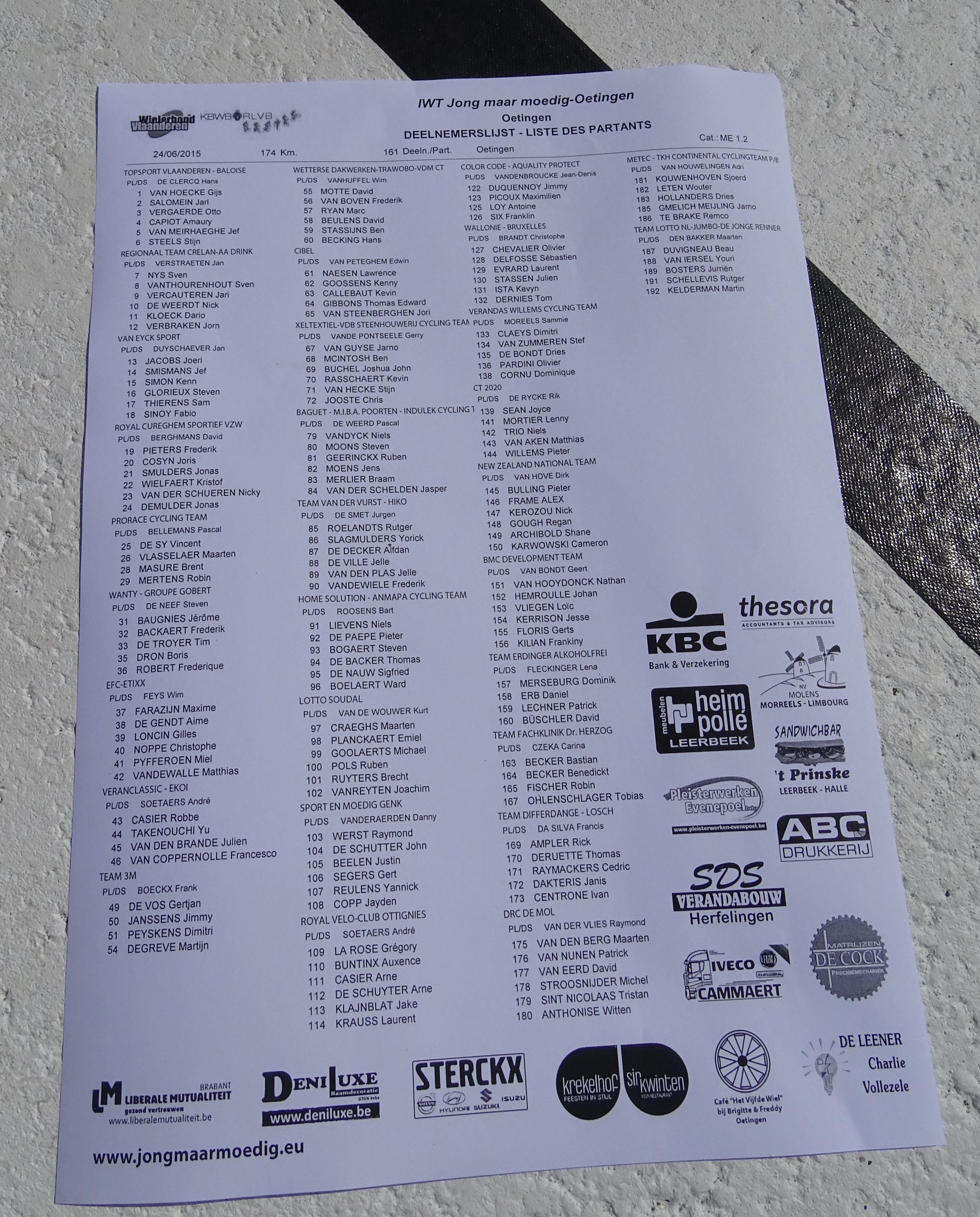
Liste des partants.

- Liste de départ complète

| Légende | Légende                                                                                     | Légende | Légende                                                    |
| ------- | ------------------------------------------------------------------------------------------- | ------- | ---------------------------------------------------------- |
| Num     | Dossard de départ porté par le coureur sur cet Internationale Wielertrofee Jong Maar Moedig | Pos     | Position à l'arrivée de la course                          |
|         | Indique un maillot de champion national ou mondial, suivi de sa spécialité                  | NP      | Indique un coureur qui n'a pas pris le départ de la course |
| AB      | Indique un coureur qui n'a pas terminé la course                                            | HD      | Indique un coureur qui a terminé la course hors des délais |
| DSQ     | Indique un coureur qui a été disqualifié de la course                                       |         |                                                            |

| Topsport Vlaanderen-Baloise TSV    | Topsport Vlaanderen-Baloise TSV | Topsport Vlaanderen-Baloise TSV |
| ---------------------------------- | ------------------------------- | ------------------------------- |
| Num                                | Coureur                         | Pos                             |
| 1                                  | Gijs Van Hoecke (BEL)           | 8e                              |
| 2                                  | Jarl Salomein (BEL)             | 9e                              |
| 3                                  | Otto Vergaerde (BEL)            | AB                              |
| 4                                  | Amaury Capiot (BEL)             | 38e                             |
| 5                                  | Jef Van Meirhaeghe (BEL)        | 21e                             |
| 6                                  | Stijn Steels (BEL)              | 19e                             |
| Directeur sportif : Hans De Clercq |                                 |                                 |

| Régionale Crelan-AA Drink CAD       | Régionale Crelan-AA Drink CAD | Régionale Crelan-AA Drink CAD |
| ----------------------------------- | ----------------------------- | ----------------------------- |
| Num                                 | Coureur                       | Pos                           |
| 7                                   | Sven Nys (BEL)                | 13e                           |
| 8                                   | Sven Vanthourenhout (BEL)     | AB                            |
| 9                                   | Jari Vercauteren (BEL)        | AB                            |
| 10                                  | Nick De Weerdt (BEL)          | AB                            |
| 11                                  | Dario Kloeck (BEL)            | AB                            |
| 12                                  | Jorn Verbraken (BEL)          | AB                            |
| Directeur sportif : Jan Verstraeten |                               |                               |

| Van Eyck Sport VES                  | Van Eyck Sport VES    | Van Eyck Sport VES |
| ----------------------------------- | --------------------- | ------------------ |
| Num                                 | Coureur               | Pos                |
| 13                                  | Joeri Jacobs (BEL)    | AB                 |
| 14                                  | Jef Smismans (BEL)    | AB                 |
| 15                                  | Kenn Simon (BEL)      | AB                 |
| 16                                  | Steven Glorieux (BEL) | AB                 |
| 17                                  | Sam Thierens (BEL)    | AB                 |
| 18                                  | Fab Sinoy (BEL)       | AB                 |
| Directeur sportif : Jan Duyschaever |                       |                    |

| Royal Cureghem Sportief RCS         | Royal Cureghem Sportief RCS  | Royal Cureghem Sportief RCS |
| ----------------------------------- | ---------------------------- | --------------------------- |
| Num                                 | Coureur                      | Pos                         |
| 19                                  | Frederik Pieters (BEL)       | AB                          |
| 20                                  | Joris Cosyn (BEL)            | AB                          |
| 21                                  | Jonas Smulders (BEL)         | AB                          |
| 22                                  | Kristof Wielfaert (BEL)      | AB                          |
| 23                                  | Nicky Van der Schueren (BEL) | AB                          |
| 24                                  | Jonas Demulder (BEL)         | AB                          |
| Directeur sportif : David Berghmans |                              |                             |

| Prorace PRO                          | Prorace PRO              | Prorace PRO |
| ------------------------------------ | ------------------------ | ----------- |
| Num                                  | Coureur                  | Pos         |
| 25                                   | Vincent De Sy (BEL)      | AB          |
| 26                                   | Maarten Vlasselaer (BEL) | AB          |
| 27                                   |                          |             |
| 28                                   | Brent Masure (BEL)       | AB          |
| 29                                   | Robin Mertens (BEL)      | AB          |
| 30                                   |                          |             |
| Directeur sportif : Pascal Bellemans |                          |             |

| Wanty-Groupe Gobert WGG            | Wanty-Groupe Gobert WGG | Wanty-Groupe Gobert WGG |
| ---------------------------------- | ----------------------- | ----------------------- |
| Num                                | Coureur                 | Pos                     |
| 31                                 | Jérôme Baugnies (BEL)   | 6e                      |
| 32                                 | Frederik Backaert (BEL) | 10e                     |
| 33                                 | Tim De Troyer (BEL)     | 3e                      |
| 34                                 |                         |                         |
| 35                                 | Boris Dron (BEL)        | AB                      |
| 36                                 | Fréderique Robert (BEL) | 22e                     |
| Directeur sportif : Steven De Neef |                         |                         |

| EFC-Etixx EFC                | EFC-Etixx EFC             | EFC-Etixx EFC |
| ---------------------------- | ------------------------- | ------------- |
| Num                          | Coureur                   | Pos           |
| 37                           | Maxime Farazijn (BEL)     | AB            |
| 38                           | Aimé De Gendt (BEL)       | 48e           |
| 39                           | Gilles Loncin (BEL)       | AB            |
| 40                           | Christophe Noppe (BEL)    | AB            |
| 41                           | Miel Pyfferoen (BEL)      | AB            |
| 42                           | Matthias Vandewalle (BEL) | AB            |
| Directeur sportif : Wim Feys |                           |               |

| Veranclassic-Ekoï VER              | Veranclassic-Ekoï VER           | Veranclassic-Ekoï VER |
| ---------------------------------- | ------------------------------- | --------------------- |
| Num                                | Coureur                         | Pos                   |
| 43                                 | Robbe Casier (BEL)              | AB                    |
| 44                                 | Yu Takenouchi (JPN)             | AB                    |
| 45                                 | Julien Van Den Brande (BEL)     | 31e                   |
| 46                                 | Francesco Van Coppernolle (BEL) | AB                    |
| 47                                 |                                 |                       |
| 48                                 |                                 |                       |
| Directeur sportif : André Soetaers |                                 |                       |

| 3M MMM                           | 3M MMM                 | 3M MMM |
| -------------------------------- | ---------------------- | ------ |
| Num                              | Coureur                | Pos    |
| 49                               | Gertjan De Vos (BEL)   | 33e    |
| 50                               | Jimmy Janssens (BEL)   | 5e     |
| 51                               | Dimitri Peyskens (BEL) | 11e    |
| 52                               |                        |        |
| 53                               |                        |        |
| 54                               | Martijn Degreve (BEL)  | AB     |
| Directeur sportif : Frank Boeckx |                        |        |

| Wetterse Dakwerken-Trawobo-VDM WDT | Wetterse Dakwerken-Trawobo-VDM WDT | Wetterse Dakwerken-Trawobo-VDM WDT |
| ---------------------------------- | ---------------------------------- | ---------------------------------- |
| Num                                | Coureur                            | Pos                                |
| 55                                 | David Motte (BEL)                  | AB                                 |
| 56                                 | Frederik Van Boven (BEL)           | 37e                                |
| 57                                 | Marc Ryan (NZL)                    | 49e                                |
| 58                                 | David Beulens (BEL)                | AB                                 |
| 59                                 | Ben Stassijns (BEL)                | AB                                 |
| 60                                 | Hans Becking (NED)                 | 40e                                |
| Directeur sportif : Wim Van Huffel |                                    |                                    |

| Cibel CIB                             | Cibel CIB                   | Cibel CIB |
| ------------------------------------- | --------------------------- | --------- |
| Num                                   | Coureur                     | Pos       |
| 61                                    | Lawrence Naesen (BEL)       | 24e       |
| 62                                    | Kenny Goossens (BEL)        | AB        |
| 63                                    | Kevin Callebaut (BEL)       | AB        |
| 64                                    | Thomas Gibbons (USA)        | 43e       |
| 65                                    | Jori Van Steenberghen (BEL) | 15e       |
| 66                                    |                             |           |
| Directeur sportif : Edwin Van Petegem |                             |           |

| XELtextiel-VDB Steenhouwerij XEL          | XELtextiel-VDB Steenhouwerij XEL | XELtextiel-VDB Steenhouwerij XEL |
| ----------------------------------------- | -------------------------------- | -------------------------------- |
| Num                                       | Coureur                          | Pos                              |
| 67                                        | Jarno Van Guyse (BEL)            | 42e                              |
| 68                                        | Ben McIntosh (GBR)               | AB                               |
| 69                                        | Joshua Buchel (RSA)              | AB                               |
| 70                                        | Kevin Rasschaert (BEL)           | AB                               |
| 71                                        | Stijn Van Hecke (BEL)            | AB                               |
| 72                                        | Chris Jooste (RSA)               | AB                               |
| Directeur sportif : Gerry Vande Pontseele |                                  |                                  |

| -                     | -       | -   |
| --------------------- | ------- | --- |
| Num                   | Coureur | Pos |
| 73                    |         |     |
| 74                    |         |     |
| 75                    |         |     |
| 76                    |         |     |
| 77                    |         |     |
| 78                    |         |     |
| Directeur sportif : - |         |     |

| Baguet-MIBA Poorten-Indulek BMP     | Baguet-MIBA Poorten-Indulek BMP | Baguet-MIBA Poorten-Indulek BMP |
| ----------------------------------- | ------------------------------- | ------------------------------- |
| Num                                 | Coureur                         | Pos                             |
| 79                                  | Niels Vandyck (BEL)             | AB                              |
| 80                                  | Steven Moons (BEL)              | AB                              |
| 81                                  | Ruben Geerinckx (BEL)           | AB                              |
| 82                                  | Jens Moens (BEL)                | 35e                             |
| 83                                  | Braam Merlier (BEL)             | AB                              |
| 84                                  | Jasper Van Der Schelden (BEL)   | AB                              |
| Directeur sportif : Pascal De Weerd |                                 |                                 |

| Van Der Vurst-Hiko VDV             | Van Der Vurst-Hiko VDV    | Van Der Vurst-Hiko VDV |
| ---------------------------------- | ------------------------- | ---------------------- |
| Num                                | Coureur                   | Pos                    |
| 85                                 | Rutger Roelandts (BEL)    | AB                     |
| 86                                 | Yorick Slagmulders (BEL)  | AB                     |
| 87                                 | Alfdan De Decker (BEL)    | AB                     |
| 88                                 | Jelle De Ville (BEL)      | AB                     |
| 89                                 | Jelle Van Den Plas (BEL)  | AB                     |
| 90                                 | Frederik Vandewiele (BEL) | 25e                    |
| Directeur sportif : Jurgen De Smet |                           |                        |

| Home Solution-Anmapa HSO         | Home Solution-Anmapa HSO | Home Solution-Anmapa HSO |
| -------------------------------- | ------------------------ | ------------------------ |
| Num                              | Coureur                  | Pos                      |
| 91                               | Niels Lievens (BEL)      | DSQ                      |
| 92                               | Pieter De Paepe (BEL)    | AB                       |
| 93                               | Steven Bogaert (BEL)     | AB                       |
| 94                               | Thomas De Backer (BEL)   | AB                       |
| 95                               | Siegfried De Nauw (BEL)  | AB                       |
| 96                               | Ward Boelaert (BEL)      | AB                       |
| Directeur sportif : Bart Roosens |                          |                          |

| Lotto-Soudal U23 LTU                   | Lotto-Soudal U23 LTU    | Lotto-Soudal U23 LTU |
| -------------------------------------- | ----------------------- | -------------------- |
| Num                                    | Coureur                 | Pos                  |
| 97                                     | Maarten Craeghs (BEL)   | AB                   |
| 98                                     | Emiel Planckaert (BEL)  | 45e                  |
| 99                                     | Michael Goolaerts (BEL) | 32e                  |
| 100                                    | Ruben Pols (BEL)        | 17e                  |
| 101                                    | Brecht Ruyters (BEL)    | 28e                  |
| 102                                    | Joachim Vanreyten (BEL) | AB                   |
| Directeur sportif : Kurt Van De Wouwer |                         |                      |

| Sport en Moedig Genk MOE               | Sport en Moedig Genk MOE | Sport en Moedig Genk MOE |
| -------------------------------------- | ------------------------ | ------------------------ |
| Num                                    | Coureur                  | Pos                      |
| 103                                    | Raymond Werst (NED)      | AB                       |
| 104                                    | John De Schutter (BEL)   | AB                       |
| 105                                    | Justin Beelen (NED)      | AB                       |
| 106                                    | Gert Segers (BEL)        | AB                       |
| 107                                    | Yannick Reulens (BEL)    | AB                       |
| 108                                    | Jayden Copp (AUS)        | AB                       |
| Directeur sportif : Danny Vanderaerden |                          |                          |

| Ottignies-Perwez OTP               | Ottignies-Perwez OTP   | Ottignies-Perwez OTP |
| ---------------------------------- | ---------------------- | -------------------- |
| Num                                | Coureur                | Pos                  |
| 109                                | Grégory La Rose (BEL)  | AB                   |
| 110                                | Auxence Buntinx (BEL)  | AB                   |
| 111                                | Arne Casier (BEL)      | AB                   |
| 112                                | Arne De Schuyter (BEL) | AB                   |
| 113                                | Jake Klajnblat (AUS)   | AB                   |
| 114                                | Laurent Krauss (BEL)   | AB                   |
| Directeur sportif : André Soetaers |                        |                      |

| -                     | -       | -   |
| --------------------- | ------- | --- |
| Num                   | Coureur | Pos |
| 115                   |         |     |
| 116                   |         |     |
| 117                   |         |     |
| 118                   |         |     |
| 119                   |         |     |
| 120                   |         |     |
| Directeur sportif : - |         |     |

| Color Code-Aquality Protect CCB              | Color Code-Aquality Protect CCB | Color Code-Aquality Protect CCB |
| -------------------------------------------- | ------------------------------- | ------------------------------- |
| Num                                          | Coureur                         | Pos                             |
| 121                                          |                                 |                                 |
| 122                                          | Jimmy Duquennoy (BEL)           | 39e                             |
| 123                                          | Maximilien Picoux (BEL)         | AB                              |
| 124                                          |                                 |                                 |
| 125                                          | Antoine Loy (BEL)               | AB                              |
| 126                                          | Franklin Six (BEL)              | AB                              |
| Directeur sportif : Jean-Denis Vandenbroucke |                                 |                                 |

| Wallonie-Bruxelles WBC                | Wallonie-Bruxelles WBC   | Wallonie-Bruxelles WBC |
| ------------------------------------- | ------------------------ | ---------------------- |
| Num                                   | Coureur                  | Pos                    |
| 127                                   | Olivier Chevalier (BEL)  | 14e                    |
| 128                                   | Sébastien Delfosse (BEL) | 4e                     |
| 129                                   | Laurent Évrard (BEL)     | 12e                    |
| 130                                   | Julien Stassen (BEL)     | AB                     |
| 131                                   | Kevyn Ista (BEL)         | AB                     |
| 132                                   | Tom Dernies (BEL)        | AB                     |
| Directeur sportif : Christophe Brandt |                          |                        |

| Verandas Willems WIL               | Verandas Willems WIL    | Verandas Willems WIL |
| ---------------------------------- | ----------------------- | -------------------- |
| Num                                | Coureur                 | Pos                  |
| 133                                | Dimitri Claeys (BEL)    | 1er                  |
| 134                                | Stef Van Zummeren (BEL) | 27e                  |
| 135                                | Dries De Bondt (BEL)    | 23e                  |
| 136                                | Olivier Pardini (BEL)   | AB                   |
| 137                                |                         |                      |
| 138                                | Dominique Cornu (BEL)   | AB                   |
| Directeur sportif : Sammie Moreels |                         |                      |

| CT 2020 CT2                      | CT 2020 CT2             | CT 2020 CT2 |
| -------------------------------- | ----------------------- | ----------- |
| Num                              | Coureur                 | Pos         |
| 139                              | Sean Joyce (NZL)        | AB          |
| 140                              |                         |             |
| 141                              | Lenny Mortier (BEL)     | AB          |
| 142                              | Niels Trio (BEL)        | AB          |
| 143                              | Matthias Van Aken (BEL) | AB          |
| 144                              | Pieter Willems (BEL)    | AB          |
| Directeur sportif : Rik De Rycke |                         |             |

| Équipe nationale de Nouvelle-Zélande NZL | Équipe nationale de Nouvelle-Zélande NZL | Équipe nationale de Nouvelle-Zélande NZL |
| ---------------------------------------- | ---------------------------------------- | ---------------------------------------- |
| Num                                      | Coureur                                  | Pos                                      |
| 145                                      | Pieter Bulling (NZL)                     | AB                                       |
| 146                                      | Alex Frame (NZL)                         | AB                                       |
| 147                                      | Nick Kergozou (NZL)                      | AB                                       |
| 148                                      | Regan Gough (NZL)                        | 41e                                      |
| 149                                      | Shane Archbold (NZL)                     | 16e                                      |
| 150                                      | Cameron Karwowski (NZL)                  | 26e                                      |
| Directeur sportif : Dirk Van Hove        |                                          |                                          |

| BMC Development BMD                 | BMC Development BMD        | BMC Development BMD |
| ----------------------------------- | -------------------------- | ------------------- |
| Num                                 | Coureur                    | Pos                 |
| 151                                 | Nathan Van Hooydonck (BEL) | AB                  |
| 152                                 | Johan Hemroulle (BEL)      | 34e                 |
| 153                                 | Loïc Vliegen (BEL)         | 7e                  |
| 154                                 | Jesse Kerrison (AUS)       | AB                  |
| 155                                 | Floris Gerts (NED)         | 2e                  |
| 156                                 | Kilian Frankiny (SUI)      | 46e                 |
| Directeur sportif : Geert Van Bondt |                            |                     |

| Erdinger Alkoholfrei ERD            | Erdinger Alkoholfrei ERD | Erdinger Alkoholfrei ERD |
| ----------------------------------- | ------------------------ | ------------------------ |
| Num                                 | Coureur                  | Pos                      |
| 157                                 | Dominik Merseburg (GER)  | AB                       |
| 158                                 | Daniel Erb (GER)         | AB                       |
| 159                                 | Patrick Lechner (GER)    | AB                       |
| 160                                 | David Büschler (GER)     | AB                       |
| 161                                 |                          |                          |
| 162                                 |                          |                          |
| Directeur sportif : Lena Fleckinger |                          |                          |

| GF Pro-Fachklinik Dr. Herzog GFP | GF Pro-Fachklinik Dr. Herzog GFP | GF Pro-Fachklinik Dr. Herzog GFP |
| -------------------------------- | -------------------------------- | -------------------------------- |
| Num                              | Coureur                          | Pos                              |
| 163                              | Bastian Becker (GER)             | AB                               |
| 164                              | Benedikt Becker (GER)            | AB                               |
| 165                              | Robin Fischer (GER)              | 47e                              |
| 166                              |                                  |                                  |
| 167                              | Tobias Ohlenschläger (GER)       | AB                               |
| 168                              |                                  |                                  |
| Directeur sportif : Carina Czeka |                                  |                                  |

| Differdange-Losch CCD                | Differdange-Losch CCD   | Differdange-Losch CCD |
| ------------------------------------ | ----------------------- | --------------------- |
| Num                                  | Coureur                 | Pos                   |
| 169                                  | Rick Ampler (GER)       | AB                    |
| 170                                  | Thomas Deruette (BEL)   | 30e                   |
| 171                                  | Cedric Raymackers (BEL) | AB                    |
| 172                                  | Jānis Dakteris (LAT)    | 18e                   |
| 173                                  | Ivan Centrone (LUX)     | AB                    |
| 174                                  |                         |                       |
| Directeur sportif : Francis Da Silva |                         |                       |

| DRC de Mol DRC                           | DRC de Mol DRC              | DRC de Mol DRC |
| ---------------------------------------- | --------------------------- | -------------- |
| Num                                      | Coureur                     | Pos            |
| 175                                      | Maarten van den Berg (NED)  | AB             |
| 176                                      | Patrick van Numen (NED)     | AB             |
| 177                                      | David van Eerd (NED)        | AB             |
| 178                                      | Michel Stroosnijder (NED)   | AB             |
| 179                                      | Tristan Sint Nicolaas (NED) | AB             |
| 180                                      | Witten Anthonise (NED)      | AB             |
| Directeur sportif : Raymon van der Vlies |                             |                |

| Metec-TKH-Mantel MET                     | Metec-TKH-Mantel MET     | Metec-TKH-Mantel MET |
| ---------------------------------------- | ------------------------ | -------------------- |
| Num                                      | Coureur                  | Pos                  |
| 181                                      | Sjoerd Kouwenhoven (NED) | 20e                  |
| 182                                      | Wouter Leten (BEL)       | 44e                  |
| 183                                      | Dries Hollanders (BEL)   | AB                   |
| 184                                      |                          |                      |
| 185                                      | Jarno Gmelich (NED)      | 29e                  |
| 186                                      | Remco te Brake (NED)     | AB                   |
| Directeur sportif : Adri van Houwelingen |                          |                      |

| WV De Jonge Renner WWJ                 | WV De Jonge Renner WWJ  | WV De Jonge Renner WWJ |
| -------------------------------------- | ----------------------- | ---------------------- |
| Num                                    | Coureur                 | Pos                    |
| 187                                    | Beau Duvigneau (NED)    | AB                     |
| 188                                    | Youri van Iersel (NED)  | 36e                    |
| 189                                    | Jurrien Bosters (NED)   | AB                     |
| 190                                    |                         |                        |
| 191                                    | Rutger Schellevis (NED) | AB                     |
| 192                                    | Martin Kelderman (NED)  | AB                     |
| Directeur sportif : Maarten den Bakker |                         |                        |